# Episodi di 3% (quarta stagione)
La quarta e ultima stagione della serie televisiva 3% è stata interamente pubblicata su Netflix il 14 agosto 2020.
| nº | Titolo originale       | Titolo italiano             | Pubblicazione Brasile | Pubblicazione Italia |
| -- | ---------------------- | --------------------------- | --------------------- | -------------------- |
| 1  | Capítulo 01: Lua       | Capitolo 01: La luna        | 14 agosto 2020        | 14 agosto 2020       |
| 2  | Capítulo 02: Choque    | Capitolo 02: Lo shock       | 14 agosto 2020        | 14 agosto 2020       |
| 3  | Capítulo 03: Fogo      | Capitolo 03: L'incendio     | 14 agosto 2020        | 14 agosto 2020       |
| 4  | Capítulo 04: Submarino | Capitolo 04: Il sottomarino | 14 agosto 2020        | 14 agosto 2020       |
| 5  | Capítulo 05: Pintura   | Capitolo 05: Il dipinto     | 14 agosto 2020        | 14 agosto 2020       |
| 6  | Capítulo 06: Botões    | Capitolo 06: I pulsanti     | 14 agosto 2020        | 14 agosto 2020       |
| 7  | Capítulo 07: Sol       | Capitolo 07: Il sole        | 14 agosto 2020        | 14 agosto 2020       |

## Capitolo 01: La luna
- Titolo originale: Capítulo 01: Lua
- Diretto da: Daina Giannecchini
- Scritto da: Teodoro Poppovic

### Trama
Una delegazione composta da Joana, Natália, Marco, Elisa e Rafael si reca all'Offshore per discutere la pace. In realtà, la Conchiglia progetta di fare esplodere una bomba elettromagnetica per sabotare l'Offshore utilizzando due componenti: uno verrà nascosto nella gamba artificiale di Marco, mentre l'altro, una turbina, sarà inviato nascondendolo in uno dei frigoriferi che giornalmente viaggia dall'Entroterra al centro medico dell'Offshore. All'arrivo sull'isola, Joana s'imbatte in una donna di nome Verônica e rimane turbata poiché pensa si tratti della sua vera madre, ricordando al contempo il suo vero nome: Luana. La delegazione diplomatica intanto viene ricevuta da André, ma le trattative vengono rimandate al giorno successivo. Intanto, la sera, Xavier cerca di nascondere la turbina nei frigoriferi dell'Offshore accompagnato da Glória che si offre di aiutarlo, ma fallisce perché una bottiglia frantumata attira l'attenzione dei soldati. Più tardi Xavier confida a Michele che pensa che Glória abbia sabotato il suo operato. Nel frattempo all'Offshore, mentre Rafael e Marco prendono tempo dilungandosi nelle trattative, Elisa, Joana e Natália si introducono con una scusa nel centro medico, pensando di recuperare la turbina. Joana trova un archivio e si ferma per indagare su Verônica, mentre Elisa e Natália raggiungono i frigoriferi, non trovando quanto cercano e venendo raggiunti dalla sicurezza. Joana, intanto, viene raggiunta dalla stessa Verônica, che la conduce dal Consiglio, dove Nair le dice che la stavano aspettando.

## Capitolo 02: Lo shock
- Titolo originale: Capítulo 02: Choque
- Diretto da: Daina Giannecchini
- Scritto da: Natalia Maeda

### Trama
André, ormai a capo dell'Offshore, comunica all'Entroterra che il Processo numero 106 è stato anticipato al giorno seguente e che tutti i ventenni sono invitati a partecipare, compresi gli abitanti della Conchiglia, a patto che si facciano reinserire l'impianto che ne permette l'identificazione. Michele decide di far iscrivere Xavier al Processo: la sua missione sarà spegnere la ventola del condotto dell'aria, in modo da permetterle di entrare con la turbina e metterla nel sottomarino. Michele istruisce Xavier su come affrontare il Processo, basandosi sulla sua esperienza personale e sugli insegnamenti della Causa e di Ezequiel. Il giorno dopo, non senza difficoltà, Xavier supera la prima prova, il colloquio. Nella prova successiva, Xavier subisce una sorta di sedia elettrica, condividendo il voltaggio con un compagno, riuscendo nuovamente a superarla. Nell'Offshore, Verônica e gli altri membri del Consiglio chiedono a Joana di aiutarli a liberare i prigionieri arrestati da André per spodestarlo: solo loro possono farlo, perché il sistema di sicurezza interagisce con gli impianti per il riconoscimento. Joana chiede in cambio la cancellazione permanente del Processo, senza successo. Nella dimora in cui il gruppo alloggia, Marco è turbato nello scoprire che quella è la casa di sua madre Marcela. Ancora una volta, nessuna turbina viene trovata nei frigoriferi e il gruppo inizia a perdere fede nel piano. Joana rivela agli altri dell'incontro con il Consiglio e, mentre discutono sul da farsi, Verônica li raggiunge e dice loro che il Consiglio è disposto a negoziare la fine del Processo, convincendo tutti, eccetto Rafael, ad accettare l'accordo. Glória, nel frattempo, si incontra con Marcela, che le offre un posto all'Offshore in cambio della sua lealtà.

## Capitolo 03: L'incendio
- Titolo originale: Capítulo 03: Fogo
- Diretto da: Jotagá Crema
- Scritto da: Carol Rodigues, Ivan Nakamura

### Trama
Glória e Marcela trattano per collaborare: la ragazza ottiene di potere portare nell'Offshore anche il figlio di Marco che porta in grembo, mentre lei rivela della bomba elettromagnetica. Rafael intanto incontra Cássia e i due discorrono sulla differenza di visioni come vecchi nemici, finendo a letto insieme. Rafael, durante la notte, cerca di sottrarle l'anello della sicurezza, venendo sorpreso: Cássia, tuttavia, gli cede ugualmente l'anello, avendo ormai perso la fede e non importandole di quanto succederà. Marco, Joana, Natália ed Elisa intanto liberano i prigionieri, compresa Verônica, che nel frattempo era stata arrestata: raggiunti dai soldati, riescono a prevalere grazie all'intervento di Rafael, che ha preso possesso delle armi con l'anello di Cássia, armando i leali al Consiglio. Quest'ultimo riprende quindi il controllo dell'Offshore e Joana ne approfitta per chiedere a Verônica se ha lasciato figli nell'Entroterra, ma la donna inaspettatamente le risponde di no, confermandole che non è sua madre e dicendole che è un'illusione che capita a molti all'arrivo all'Offshore. Nel frattempo, Xavier disattiva la ventole, permettendo a Michele di entrare e nascondere la turbina nel frigorifero, ma la ragazza rimane intrappolata nell'edificio, venendo catturata dai candidati sguinzagliati alla sua caccia da André. Intanto, Glória libera i soldati prigionieri dell'Offshore e Marcela, che le chiede un'ultima prova: dare fuoco alla Conchiglia per distruggerla. A malincuore, Glória esegue e, dopo avere dato l'allarme, con Marcela si reca al palazzo del Processo, dove informano André del piano per distruggere l'Offshore. Marcela vi si dirige, rivelando a Glória che lei potrà andarvi solo dopo avere partorito, mentre suo figlio solo dopo avere passato il Processo. Il Consiglio, intanto, ordina ad André di interrompere il Processo, ma egli rivela loro del piano della Conchiglia per distruggere l'Offshore.

## Capitolo 04: Il sottomarino
- Titolo originale: Capítulo 04: Submarino
- Diretto da: Jotagá Crema
- Scritto da: Denis Nielsen

### Trama
André mostra a Michele la distruzione della Conchiglia, dandole un ultimatum per passare dalla sua parte, ma la ragazza rifiuta. Verônica e i soldati dell'Offshore cercano di arrestare Joana e gli altri, ma Rafael paralizza gli assalitori con un dispositivo che interferisce con i loro impianti, permettendo al gruppo di fuggire e attuare il piano di riserva che era stato elaborato prima della partenza. Quindi, si rifugiano nella sala comunicazioni nascosta del Trio fondatore, seguendo le istruzioni date loro da Michele, per poi prendere il sottomarino lì presente e scappare. Arrivati al sottomarino, però, Joana propone di usare il suo generatore per creare la bomba elettromagnetica, trovando l'appoggio di Marco e Rafael. Natália ed Elisa, tuttavia, non concordando e propongono di usare la sala per comunicare con la Conchiglia. La comunicazione viene intercettata da Marcela, che intima loro di arrendersi, dicendo che i soldati li stanno raggiungendo seguendo le informazioni date da André. Usando le telecamere sull'edificio del Processo, il gruppo osserva attonito la Conchiglia distrutta e Joana convince Natália, ancora titubante, a fare esplodere la bomba. Rafael attiva il sottomarino e Natália lo guida, facendolo emergere nel lago al centro dell'Offshore. Verônica e i soldati, intanto, raggiungono i ragazzi nella sala comunicazione, ma è troppo tardi: il sottomarino esplode, causando un impulso elettromagnetico che disattiva tutta la tecnologia dell'Offshore.

## Capitolo 05: Il dipinto
- Titolo originale: Capítulo 05: Pintura
- Diretto da: Dani Libardi
- Scritto da: Denis Nielsen, Natalia Maeda, Pedro Aguilera

### Trama
Nell'Offshore si scatena il panico e Marcela cerca di riportare l'ordine, ma scopre che alla centrale elettrica c'è stato un meltdown nucleare e stanno fuoriuscendo delle radiazioni. Nel frattempo, Joana e gli altri vengono catturati e, mentre vengono riportati indietro, Marco si fa slegare sfruttando la sua disabilità e fugge nella foresta. Egli raggiunge suo nonno, di cui ha saputo l'esistenza qualche settimana prima parlando con la madre, dicendo che è lì per ucciderlo. Il nonno lo affronta sprezzante e lo invita a cucinare insieme. Così, quando Marcela li raggiunge, li trova a pranzare insieme, con Marco che brinda alla distruzione dell'Offshore e alla fine della famiglia Álvares. Il nonno, però, gli fa presente che il suo non essersi mai arreso l'ha portato a quel momento, pur non avendo passato il Processo, e ciò fa di lui un vero Álvares. Marcela li allarma sul pericolo delle radiazioni, ma nessuno dei due intende andarsene, vivendo fino alla fine come degli Álvares, il cui destino è nell'Offshore. Intanto, nell'Entroterra André cerca di far proseguire il Processo, nonostante tutti i suoi agenti siano preoccupati per l'interruzione delle comunicazioni con l'Offshore. Glória rivela loro della distruzione dell'Offshore, così loro vi mandano i sottomarini che hanno a disposizione per portare in salvo gli abitanti. Mentre la maggior parte di loro fugge con i sottomarini, anche Nair decide di restare nell'Offshore e Marco, ormai colpito dalle radiazioni, si accascia sulla spiaggia.

## Capitolo 06: I pulsanti
- Titolo originale: Capítulo 06: Botões
- Diretto da: Daina Giannecchini
- Scritto da: Carol Rodigues

### Trama
André blocca l'ingresso ai rifugiati dell'Offshore: Marcela cerca di farlo ragionare e gli chiede di farle gestire la crisi, ma viene arrestata e finisce in cella con Michele e il Vecchio, ex comandante della Causa. André fa legare Rafael, Elisa, Natália e Joana a delle sedie elettriche, poi prende quattro candidati, tra cui Xavier, e chiede loro di azionare le sedie elettriche come ultima prova per passare il Processo, costringendo Michele a guardare. Dopo non poca indecisione, i candidati azionano le sedie elettriche: Rafael e gli altri però non sono morti, ma solo svenuti. Infatti Glória, con l'aiuto della sua vecchia amica Ariel e la complicità di Xavier, ha modificato il voltaggio, rendendolo non letale. Rafael e gli altri fuggono attraverso i condotti di aerazione mentre Michele, liberata da Ariel, si dirige verso la sala di comando, dove fronteggia il fratello: dopo avere tentato di riportarlo alla ragione, è costretta a sparargli, utilizzando il computer di comando per comunicare a tutto l'Entroterra la distruzione dell'Offshore. Terminato il messaggio e distrutto il computer, Michele viene però sorpresa da André, che la pugnala a morte.

## Capitolo 07: Il sole
- Titolo originale: Capítulo 07: Sol
- Diretto da: Dani Libardi
- Scritto da: Ivan Nakamura, Denis Nielsen, Pedro Aguilera

### Trama
Due settimane dopo la distruzione dell'Offshore, l'Entroterra è precipitato nell'anarchia, con scontri e uccisioni quotidiane tra i rifugiati dell'Offshore e della Conchiglia. Natália e Joana incontrano il Vecchio e gli chiedono di Tânia, creatrice della Causa e figlia della Coppia Fondatrice. Il Vecchio racconta che, in punto di morte, Tânia parlò di qualcosa lasciatole dai genitori e, seguendo le sue indicazioni, Natália e Joana trovano la tomba di Laís, uccisa dalla Causa dopo essersi recata a incontrare la figlia quando il marito stava per morire. Intanto, i fedeli dell'Offshore e i rivoltosi arrivano a fronteggiarsi, pronti ad uno scontro diretto, ma Joana sopraggiunge portando quanto trovato. Con un messaggio registrato, la Coppia Fondatrice voleva porre fine alla guerra tra l'Offshore e la Causa con una prova di ingegno tra sei candidati: Joana propone quindi di sfidarsi e che sia il vincitore, in seguito, a decidere come gestire la situazione. Xavier, Verônica, Rafael, Marcela, Joana e André si sfidano, cercando di indovinare il simbolo in possesso degli avversari tra nove possibili combinazioni. Quando rimangono solo André e Joana, quest'ultima dice che, se dovesse vincere, il suo unico ordine sarebbe quello di ritrovarsi tutti il mattino seguente all'edificio del Processo, per una riunione aperta a tutti per decidere insieme cosa fare, mentre André ribadisce la sua volontà di impossessarsi dell'Entroterra, affinché sia il 3% a comandarlo. Tuttavia, quando Joana formula la sua risposta, uno degli uomini di André spara al dispositivo, scatenando il panico e facendo disperdere la folla, che si rifugia nelle proprie abitazioni per paura di uno scontro imminente. La notte passa però tranquilla e al mattino tutte le persone si recano all'edificio del Processo, come chiesto da Joana. André, ormai rimasto solo, prende un sottomarino per dirigersi all'Offshore nonostante non abbia ossigeno sufficiente per completare il tragitto, mentre tutti gli altri si riuniscono per la prima riunione generale.